# Mr. Jack
Mr. Jack ist ein taktisches Zwei-Personen-Brettspiel mit deduktiven Elementen und asymmetrischer Spielweise. Entwickelt wurde es von den französischen Spieleautoren Bruno Cathala und Ludovic Maublanc, für die grafische Gestaltung zeichnete Pierre „Pierô“ Lechevalier verantwortlich. Das Spiel erschien 2006 bei Hurrican Games, eine Erweiterung wurde im darauffolgenden Jahr veröffentlicht.

## Handlung
In Mr. Jack geht es um die Identität des Serienmörders Jack the Ripper, der im Jahr 1888 im Londoner Stadtteil Whitechapel sein Unwesen treibt – er verbirgt sich hinter einer von acht Personen, die sich zum Zeitpunkt des Spiels im Stadtteil aufhalten.
Die beiden Spieler übernehmen die Rollen von Jack und einem Ermittler. Der Spieler von Jack kennt dessen Identität und muss diese möglichst lange geheim halten. Er gewinnt das Spiel, wenn Jack aus dem Stadtteil entkommen kann oder bis Spielende nicht gefasst wird. Umgekehrt ist es das Ziel des Ermittlers, Jacks Identität aufzudecken, ihn an der Flucht zu hindern und zu fassen, bevor das Spiel endet.

## Material
- 1 Spielplan
- 8 Spielsteine, 8 Personenkarten und 8 Alibikarten
- 10 Spielplanmarker (6 brennende Laternen, 2 gesperrte Kanalschächte, 2 Polizeisperren)
- 1 Zeugenkarte
- 1 Rundenzähler

## Spielablauf
Der Spielplan zeigt den nächtlichen Londoner Stadtteil Whitechapel, unterteilt durch ein Sechseckraster. Auf dem Spielplan sind mehrere Häuser sowie je acht Gaslaternen und Kanalschächte eingezeichnet. In jeder der vier Ecken befindet sich zudem ein Ausgang aus dem Stadtteil. Die leeren Felder sind Straßen, auf denen sich die Spielfiguren frei bewegen können. Der Jack-Spieler zieht verdeckt eine der acht Alibikarten und behält sie – die entsprechende Person ist diesem Spiel Jack. Die übrigen Alibikarten werden als verdeckter Stapel bereitgelegt. Die Spielsteine aller Figuren starten auf vorgegebenen Positionen und können von beiden Spielern bewegt werden.
Der Spielverlauf ist in Runden unterteilt, ein Spiel dauert maximal acht Runden. Vor jeder ungeraden Runde (auch vor der ersten) werden alle acht Personenkarten gemischt und vier davon aufgedeckt. Diese stehen den Spielern in der Runde zur Verfügung. Jeder Spieler wählt und zieht zwei der Figuren. In den anschließenden geraden Runden werden jeweils die vier verbleibenden Figuren bewegt. Die gewählte Figur muss ein bis drei Felder weit bewegt werden und kann offene Kanalschächte zur schnelleren Fortbewegung nutzen. Jede der Figuren verfügt zudem über eine Spezialfähigkeit:
- Sherlock Holmes zieht nach seinem Zug verdeckt eine der verbleibenden Alibikarten. Der ermittelnde Spieler kann so eine Person als Verdächtigen ausschließen, der Jack-Spieler verschleiert damit die Identität eines Verdächtigen.
- Dr. Watson trägt eine Laterne, mit der er alle Felder in einer bestimmten Richtung beleuchtet (siehe unten).
- Mr. John Smith versetzt vor oder nach seinem Zug eine brennende Gaslaterne.
- Inspektor Lestrade versetzt vor oder nach seinem Zug eine der zwei Polizeisperren an einen anderen Ausgang.
- Mrs. Stealthy kann bis zu vier statt der üblichen drei Felder weit bewegt werden und während der Bewegung normalerweise unüberwindbare Hindernisse (z. B. ein Haus) passieren.
- Sergeant Goodley benutzt vor oder nach seinem Zug seine Trillerpfeife, um Hilfe zu rufen und so bis zu drei andere Figuren um ein Feld näher an ihn heranzubewegen.
- Sir William Gull kann, statt regulär zu ziehen, den Platz mit einer anderen Figur tauschen.
- Jeremy Bert versetzt vor oder nach seinem Zug einen der beiden gesperrten Kanalschächte auf einen offenen Kanalschacht und verhindert so dessen Nutzung.

Jede Runde endet mit einer Zeugenbefragung. In dieser muss der Jack-Spieler bekanntgeben, ob Jack momentan „gesehen“ wird. Dies ist der Fall, wenn die Figur, die Jack repräsentiert,
- direkt neben einer anderen Figur steht, oder
- direkt neben einer der noch brennenden Laternen steht, oder
- im Lichtstrahl von Dr. Watsons Laterne steht.

Der Ermittler kann aufgrund dieser Information bestimmte Figuren als Verdächtige ausschließen und kommt so der Identität von Jack sukzessive näher. Vier der Gaslaternen werden im Verlauf des Spiels allerdings gelöscht, was dem Jack-Spieler wiederum zum Vorteil gereicht.
Glaubt der ermittelnde Spieler, die Identität von Jack zu kennen, bewegt er eine Figur auf den Verdächtigen und konfrontiert so den Jack-Spieler mit dieser Anschuldigung. Liegt der Ermittler mit seiner Vermutung richtig, hat er Jack gefasst und gewinnt er das Spiel, liegt er falsch, gewinnt der Jack-Spieler. Letzterer gewinnt das Spiel auch dann, wenn Jack den Stadtteil über einen Ausgang verlassen kann oder bis zum Ende der achten Runde nicht gefasst werden konnte.

## Kritik und Auszeichnungen
Die Rezensionen für das Spiel fielen allgemein sehr positiv aus. Gelobt wurden unter anderem die vergleichsweise einfachen Spielregeln und die kurze Spieldauer sowie die gelungene und atmosphärische Aufmachung. Häufigster Kritikpunkt war eine festgestellte Unausgewogenheit zugunsten des Ermittlers, welche das Spiel als Jack deutlich anspruchsvoller, dafür aber immerhin auch spannender machen würde.
Mr. Jack gewann 2007 den International Gamers Award in der Kategorie „General Strategy – 2-Player“ und war im selben Jahr für den Niederländischen Spielepreis 2007 nominiert. Weiter wurde das Spiel für den französischen Spielepreis As d’Or – Jeu de l’Année 2008 nominiert und gewann bei der ersten Vergabe des brasilianischen JoTa-Awards 2008 in der Kategorie „2 Player Game“. Beim finnischen Spielepreis Vuoden Peli 2011 war es Finalist in der Kategorie Erwachsenenspiele.

## Hintergrund
Die Autoren fanden für das Spiel, dessen Titel ursprünglich Une Ombre sur Whitechapel (franz.: „Ein Schatten über Whitechapel“) lautete, anfangs keinen Verlag. Sie ließen daher zunächst eine Auflage von nur 250 Exemplaren beim französischen Kleinverlag Neuroludic produzieren. Nachdem das Spiel jedoch unerwartet großen Anklang gefunden hatte, wurde es in überarbeiteter Form neuaufgelegt und über den neugegründeten Verlag Hurrican Games vertrieben. Die mit der Neuauflage einhergehende Änderung des Titels in Mr. Jack wurde einerseits damit begründet, dass der französische Spieleverlag NekoCorp für 2006 bereits eine Brettspielerweiterung mit dem Titel Whitechapel angekündigt hatte, und das andererseits Mr. Jack geeigneter für den internationalen Vertrieb sei.
Anlässlich der Olympischen Sommerspiele 2008 stellte Hurrican Games eine Online-Sonderversion von Mr. Jack auf der Webseite zur Verfügung. Die Spielmechanismen waren mit denen von Mr. Jack identisch, jedoch wurden die gesamte Gestaltung und die Thematik an die Olympischen Spiele angepasst: Acht fiktive Athleten aus verschiedenen Ländern stehen in dem Verdacht, allnächtlich Mitteilungen an internationale Medien zu senden und so auf Chinas Menschenrechtsverletzungen und Tibets Kampf um Unabhängigkeit hinzuweisen. Ein Spieler übernimmt die Rolle des Verdächtigen, der andere die der übrigen Athleten. Deren Spezialfähigkeiten entsprechen denen der Originalfiguren. Der neugestaltete Spielplan zeigt die Straßen Pekings mit einigen markanten Wettkampfstätten wie dem Nationalstadion oder dem Schwimmzentrum. Die Sonderversion stand lediglich bis zum 25. September 2008 zur Verfügung.

## Erweiterungen
2007 veröffentlichte Hurrican Games eine Erweiterung unter dem Titel Mr. Jack – Erweiterung. Sie enthält neben einigen Regelvarianten auch fünf neue Figuren:
- Der Spring-Heeled Man kann über andere Figuren und Hindernisse hinweg springen.
- Inspektor Abberline verringert die Bewegung von benachbarten Figuren.
- Der Schlachter John Pizer wirkt abschreckend auf benachbarte Figuren, so dass sich diese bei Zugende von ihm entfernen.
- Der Revolutionär Joseph Lane kann eine Straßenbarrikade zwischen zwei Feldern errichten, welche die Bewegung und Spezialfähigkeiten anderer Figuren blockiert.
- Die Madame kann bis zu 6 Felder weit bewegt werden, betritt aber niemals die Kanalisation

Die Figuren Spring-Heeled Man und Abberline sind die Gewinnerbeiträge eines im April 2007 von Hurrican Games abgehaltenen Ideenwettbewerbs. Die neuen Figuren können anstelle einiger alter Figuren eingesetzt werden, jedoch wird weiterhin nur mit insgesamt acht Figuren gespielt.
Die Kritiken zur Erweiterung fielen ebenfalls positiv aus. Vor allem die neuen taktischen Möglichkeiten und die stimmige Integration der neuen Charaktere in die Spielatmosphäre wurden gelobt, zudem wurde auch ein Chancenausgleich zugunsten des Jack-Spielers festgestellt. Bei der ersten Auflage der Erweiterung wurde jedoch kritisiert, dass die enthaltenen Karten nicht mit bestimmten Editionen des Grundspiels kompatibel waren. In den Neuauflagen der Erweiterung sind daher zwei Kartensätze enthalten.
2006 erschien außerdem eine Mini-Erweiterung mit dem Titel Die Kutsche, die unter anderem der Ausgabe 4/07 der Spielezeitschrift spielbox beilag. Die Kutsche wird anstelle einer Figur gespielt und kann bis zu 8 Felder weit bewegt werden. Während der Bewegung kann sie eine beliebige Figur aufnehmen und am Zielort wieder absetzen.

## Mr. Jack in New York
2009 erschien mit Mr. Jack in New York ein eigenständiges Spiel, das auf Mr. Jack basiert und dessen Spielmechanik unverändert übernimmt. Lediglich die Handlung, die Figuren und einige Elemente wurden neugestaltet oder überarbeitet. Einige der Änderungen und Neuerungen sollen dem Jack-Spieler bessere Chancen einräumen, der beim Vorgänger nach Meinung vieler Rezensenten im Nachteil gewesen ist (siehe Abschnitt Kritik und Auszeichnungen).
Handlungsort in diesem Spiel ist der New Yorker Stadtteil Manhattan. Der Spielplan weist im Gegensatz zu dem des Vorgängers nur wenige feste Spielelemente in Form von einigen Gebäuden auf. Straßenlaternen, Parks und U-Bahnhöfe werden dagegen im Verlauf des Spiels von den Spielern selbst platziert. Die Parks sind ein neues Element, eine dort platzierte Person ist immer „unsichtbar“. Weiterhin gibt es statt der vormals vier nunmehr sechs Ausgänge, wobei jedoch fünf davon Anlegeplätze sind – sie können von Jack nur dann zur Flucht genutzt werden, wenn sich dort eines der beiden Schiffe befindet.
Die Figuren und Spezialfähigkeiten wurden komplett neugestaltet:
- Alfred Ely Beach setzt neue U-Bahnhöfe auf den Spielplan. Diese entsprechen in ihrer Funktion den Kanalschächten im Vorgänger.
- Lewis Howard Latimer setzt neue Laternen auf den Spielplan.
- Cloud Rider setzt Baustellen auf den Plan und kann sich durch diese und andere Gebäude ohne den Einsatz von Bewegungspunkten hindurch bewegen.
- Mrs. Emma Grant wandelt einen beliebigen U-Bahnhof, eine Baustelle oder eine Laterne in einen Park um.
- Kapitän Edward John Smith bewegt eines der beiden Schiffe zu einem anderen Anlegeplatz.
- James H. Callahan bewegt eine der beiden Polizeisperren.
- Francis J. Tumblety kann eine benachbarte und eine dritte Figur die Plätze tauschen lassen.
- Monk Eastman kann, anstatt selbst zu ziehen, eine andere Figur bewegen.

Mit dem Informanten kommt noch eine weitere, passive Figur ins Spiel. Er startet auf der Manhattan vorgelagerten Insel Liberty Island, welche nur per Fähre erreichbar ist. Wird eine der Spielfiguren auf den Informanten bewegt, nimmt sich der Spieler eine der verbleibenden Alibikarten vom Stapel (dies entspricht der Spezialfähigkeit von Sherlock Holmes aus dem Vorgänger).
Die Kritiken zu Mr. Jack in New York fielen ähnlich positiv aus wie die zu Mr. Jack. Durch den zu Beginn offenen Spielplan und die variablen Spielelemente ergäben sich gegenüber dem Vorgänger aber eine größere Bandbreite an Taktiken sowie ein insgesamt dynamischeres Spielgefühl.